# GATE Galerie a informační centrum
GATE Galerie a informační centrum je multifunkční komplex, který provozuje Středočeská turistická a informační služba, a.s, vlastněná Středočeským krajem. Centrum sídlí v komplexu tří navzájem propojených budov na rohu Karlovy a Husovy ulice na Starém Městě, Husova ul. čp. 19-21 v Praze. Poskytuje kulturně-komerční prostor jako prodejní galerie a slouží jako turistické informační středisko a denní veřejná kavárna. Součástí komplexu je také art shop a sklepy vyhrazené pro stálou multimediální projekci, zbytek tvoří administrativní místnosti, z nichž část je nabízena ke komerčnímu využití. Centrum slavnostně otevřel hejtman David Rath v březnu 2012; po jeho zatčení v květnu 2012 rozhodla rada Středočeského kraje o zrušení této organizace, na konci roku 2013 pak byli opoziční i koaliční zastupitelé překvapeni, že nejen není zrušena, ale dokonce si v rozpočtu nárokuje peníze pro rok 2014.

## Historie
Středočeská turistická a informační služba, a.s (STIS) vznikla v roce 2008 za hejtmana Petra Bendla a sídlo s turistickým propagačním střediskem měla v Říčanech. Do obchodního rejstříku byla zapsána k 1. únoru 2008 a jejím stoprocentním vlastníkem je po celou dobu Středočeský kraj.
S nástupem hejtmana Davida Ratha přesídlila do Prahy do Husovy ulice, kde vznikl prostor i pro přidruženou galerii GATE; rekonstrukce sídla stála 60 milionů korun.Galerii GATE slavnostně otevřel hejtman David Rath 27. března 2012. Ředitelem galerie byl Jiří Doležal. V těchto budovách od roku 1971 sídlila a působila Středočeská galerie. V letech 1993 až 2009 na stejné adrese působila Středočeská galerie pod změněným názvem České muzeum výtvarných umění v Praze, aby se distancovala od normalizační minulosti. Na tomto místě nyní funguje v přízemí bývalého domu U Zlaté slámy Středočeská turistická a informační služba, a.s (STIS), která je nynějším provozovatelem centra, zbytek objektu je v komerčním pronájmu.
21. května 2012, týden po zatčení hejtmana Davida Ratha, rozhodl kraj o zrušení STIS, ředitel krajského úřadu Zdeněk Štětina však tento úkol ani do konce roku 2013 nesplnil a MF Dnes se nepodařilo od něj získat odpověď na dotaz, proč nebylo uzavřeno hned v květnu 2012. Na rok 2014 Středočeský kraj plánuje zrušení STIS. Na rok 2014 pro ni vyčlenila krajská rada složená ze zástupců ČSSD a KSČM v rozpočtu 10 milionů Kč, což se stalo předmětem kritiky ze strany zastupitelů opoziční ODS; nebylo prý uspokojivě vysvětleno, na co mají být tyto peníze určeny; prý mají být na umoření dluhů z jeho provozu, například jde o dluhy vůči Ústavu archeologické památkové péče. Bývalý hejtman a předseda středočeské organizace ODS Petr Bendl to interpretuje tak, že si někdo ze STIS udělal „doslova dojnou krávu“. Bendl řekl, že ODS bude požadovat detailní zveřejnění výdajů za poslední nejméně tři roky. I pro náměstka pro regionální rozvoj Marcela Chládka (ČSSD) je prý záhadou, jak je možné, že i po rozhodnutí rady o likvidaci centra do něj šly další peníze, ačkoliv se nepamatuji, že by se něco takového na krajské radě řešilo, natož že by to bylo schváleno. Náměstka překvapilo, že centrum není již dávno zrušené. Informační služby centra označil Chládek za nadbytečné, tyto funkce prý zastanou sama středočeská města a Galerie Středočeského kraje v Kutné Hoře.
GATE Galerie – brána do středních Čech – není pouze galerií, ale také informačním střediskem Středočeského kraje. Jeho posláním je upozorňovat cizince, že Česká republika není jen Praha.

## Budovy objektu
Instituce sídlí v historickém jádru pražského Starého Města po trase Královské cesty, a to na nároží ulic Husova–Karlova. Své interiéry tak rozprostírá celkem ve třech domech z raného středověku – v nárožním U Zlaté slámy (čp. 156/I) s kancelářemi a gotickými sklepy, jenž je z celé skupiny také nejstarší, v prostředním zvaném U Černého hada (dříve U Klíčů, čp. 156/I), v němž má hlavní výstavní prostory, a ve vedlejším měšťanském domě (čp. 229/I) včetně jeho dvorního prostranství.
- Galerie: 250 m² výstavní plochy včetně tří přilehlých kabinetů
- Informační středisko: 24 m²
- Kavárna: 175 m²
- Multimediální sklepy: 127 m²
- Administrativní prostory: 380 m² se šesti kancelářemi v samostatném sektoru s vlastním schodištěm vyhrazených k pronájmu

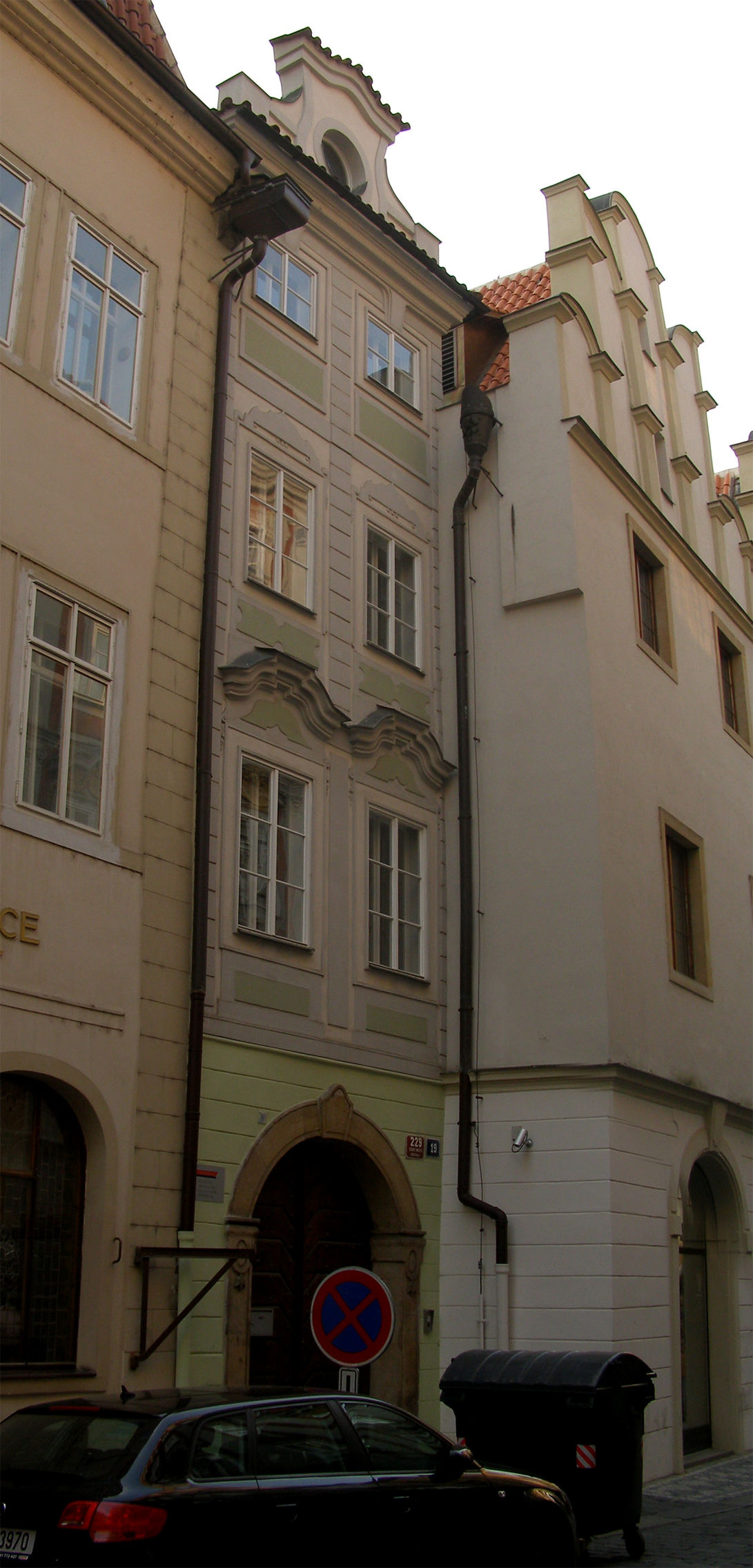
Průčelí úzkého domu čp. 229, sousedícího s domem U černého hada v Husově ulici
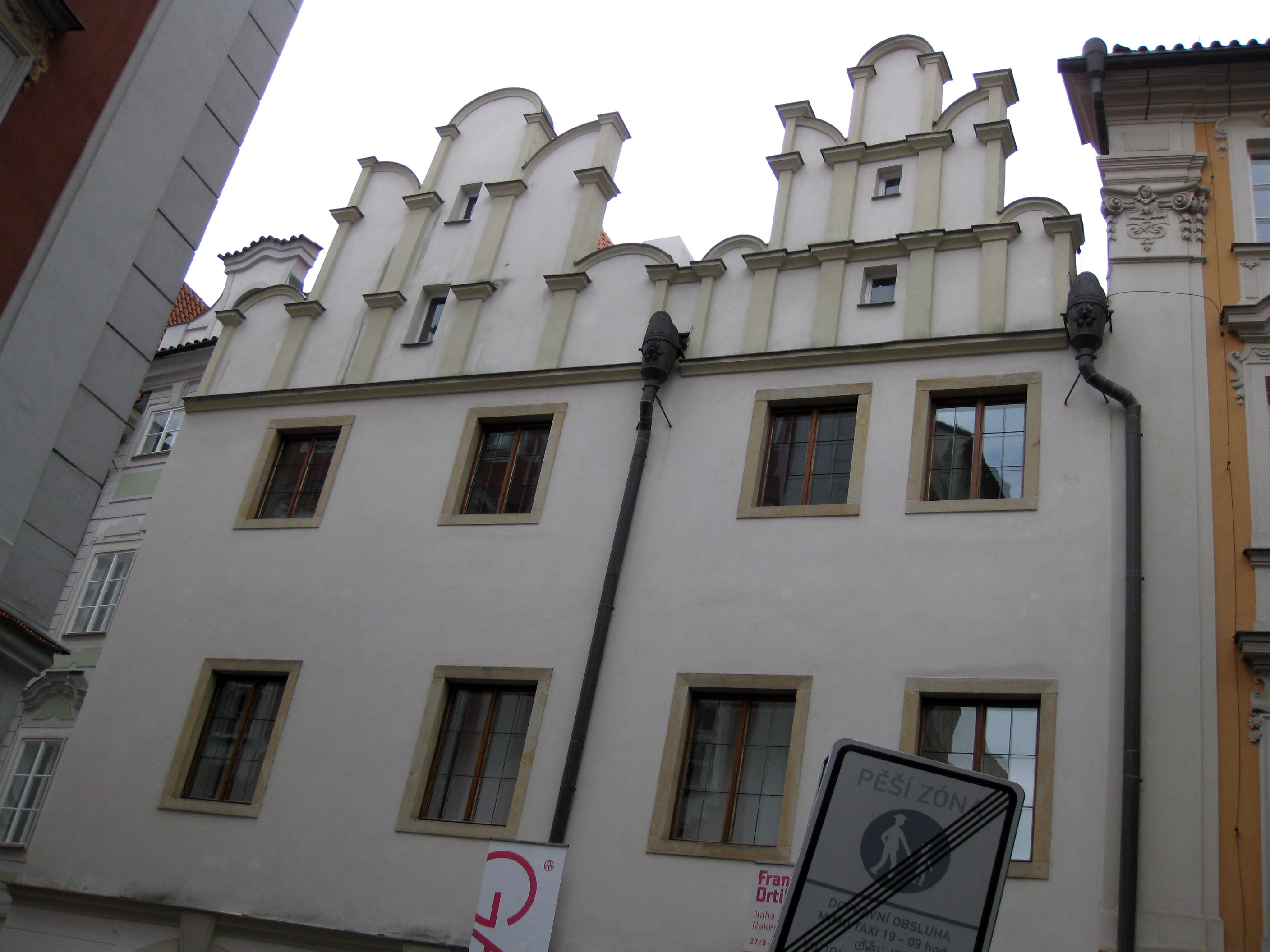
Dům U černého hada (dříve U klíčů) v Husově ulici, který má s vedlejší budovou U zlaté slámy společné číslo popisné 156.
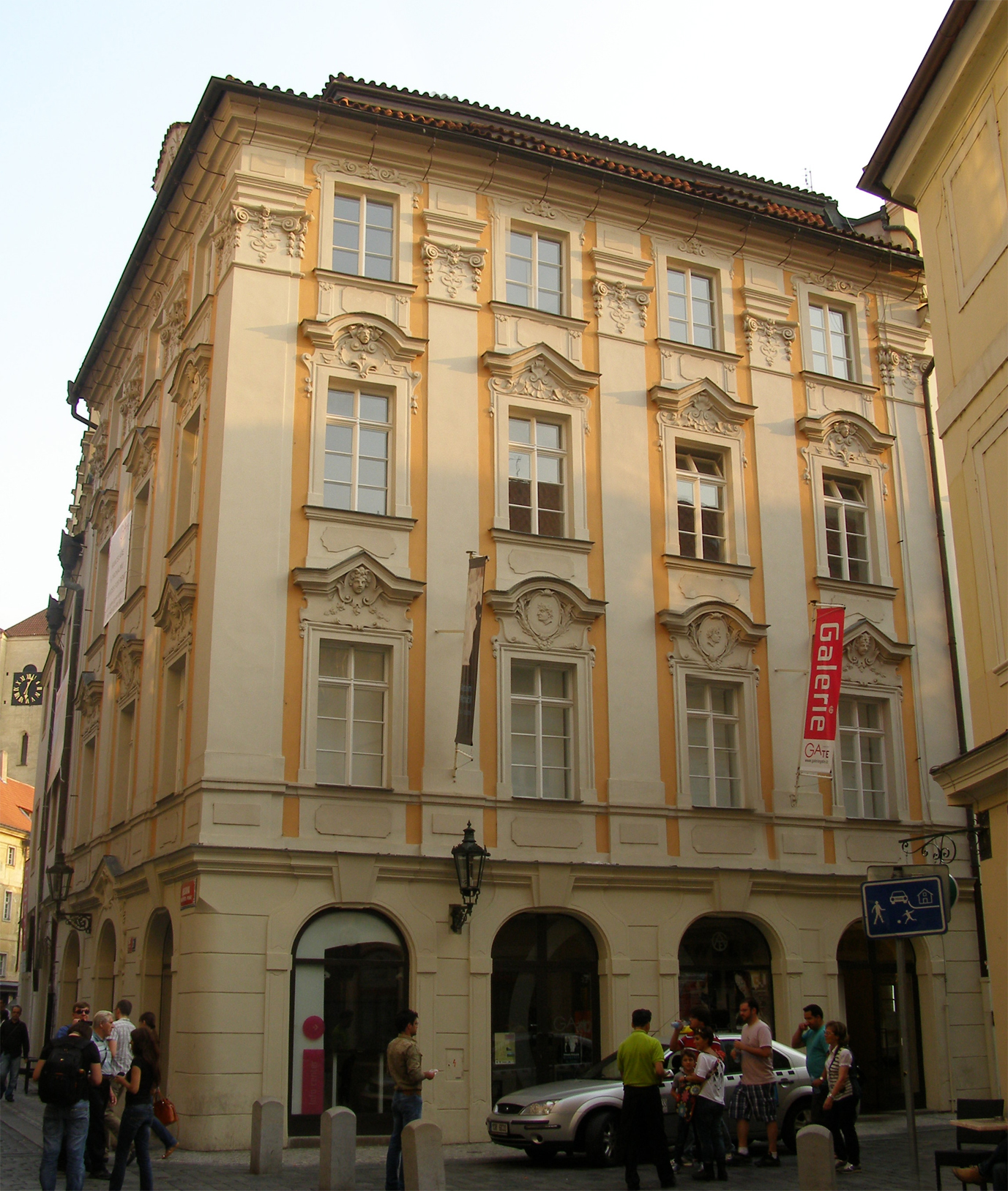
Dům U zlaté slámy s na Nároží Husovy a Karlovy ulice s hlavním vstupem z Karlovy ulice.

## Galerie
Podle informací zveřejněných na oficiálních internetových stránkách Středočeského kraje je primárním posláním galerie GATE představovat především „umělce s vazbou na Středočeský kraj“, proto galerie předpokládá úzkou spolupráci se sesterskou Galerií Středočeského kraje (GASK) v Kutné Hoře, která disponuje rozsáhlejší výstavní plochou i sbírkami moderního umění v depozitářích. Ročně kalkuluje s 5 až 6 výstavami, a to:
- 1× výstava regionálních umělců ČR
- 1× výstava skupiny z oblasti současného umění
- 1× významné české jméno
- 1× výstava z uměleckých sbírek GASK
- 1× výstava tematická (např. architektura, příroda)
- 1× zápůjčka z významných galerií v Evropě nebo ČR

### Realizované výstavy
| Rok  | Výstava              | Výstava | Délka                               | Délka                               | Ref    |
| Rok  | P.č.                 | Jméno umělce a název výstavy | Od                                  | Do                                  | Ref    |
| ---- | -------------------- | --- | ----------------------------------- | ----------------------------------- | ------ |
| 2012 | 1.                   | František Drtikol • Nahá geometrie | 27. března 2012 – 15. května 2012   | 27. března 2012 – 15. května 2012   | [ 11 ] |
| 2012 | 1.                   | Retrospektivní výběr z více než 60 fotografií s tematikou ženského aktu včetně dvou autoportrétů a 64 kontaktních kopií od klasika české výtvarné avantgardy z Příbrami. Mezi vystavenými snímky, z nichž některé nebyly předtím k vidění, byla také variace Drtikolovy "Vlny" považována za nejproslulejší výtvor držitele hlavní ceny na Mezinárodní výstavě dekorativního umění v Paříži v roce 1925, resp. na Mezinárodním fotografickém salónu v Turíně později. Tato se objevila i na průvodním propagačním posteru. Z jiných zastoupených prací, vesměs zapůjčených ze soukromých sbírek, to byly např. bezejmenné záběry ženy s kruhy, ženy s kruhem a provazem, figurální abstrakce či tzv. překližkové figurky. Výstava spolufinancována z dotací fondu bývalého středočeského hejtmana Davida Ratha byla uspořádána v koprodukci s německou Galerií Kicken Berlin a ve spolupráci se STIS a GASK. U této příležitosti vyšla v nakladatelství Hatje Cantz cizojazyčná publikace pod názvem Drtikol od spoluautorů Annetty a Rudolfa Kickena, jenž byl i kurátorem sbírky. Základní vstupné činilo 220 Kč.          |                                     |                                     | [ 11 ] |
| 2012 | 2.                   | Francis Bacon & Bohumil Hrabal • 2 géniové + | 18. května 2012 – 22. července 2012 | 18. května 2012 – 22. července 2012 | [ 11 ] |
| 2012 | 2.                   | Prohlídka 35 velkoformátových kreseb a koláží zapůjčených od Cristiana Lovatelli Ravarina, známého coby někdejšího společníka Bacona, jenž vernisáž výstavy také zahájil. Veškerá díla uvedená v ČR vůbec poprvé v samostatné podobě pocházely z pozdního období jeho života (resp. od r. 1977 až do autorovy smrti) a mapovaly Baconova klasická témata – ukřižování a portréty papeže. Ve vztahu k obrazům irsko–britského figurálního malíře byla koncepčně zastoupena literární tvorba českého prozaika, a to formou fiktivního dialogu obou umělců doprovázeného sloganem „Kdyby byl Bohumil Hrabal malíř, maloval by jako Francis Bacon. Kdyby byl Bacon spisovatel, psal by jako Hrabal.“ Tento byl uveden ve dnech 20. a 21. 6. 2012 na motivy textů od Marie Gloria Grifoni; mj. italské překladatelky Hrabalovy "Bambino di Praga", která se s spisovatelem osobně setkala. Součástí výstavy pořádané ve spolupráci s holešovickou Galerií Vernon byl rovněž portrét papeže Inocence X. z r. 1650 od Pietra Martira Neriho a aukce jedné z Baconových kreseb. Vstupné činilo 160 Kč. Kurátorka: Serena Baccaglini. |                                     |                                     | [ 11 ] |
| 2012 | 3.                   | Antonín Michalčík • Elementy | 1. srpna 2012 – 15. září 2012       | 1. srpna 2012 – 15. září 2012       | [ 11 ] |
| 2012 | 3.                   | Výstava 37 olejomaleb různých námětů i žánrů (mj. architektonické stavby, lidské postavy či fantasy) o rozměrech od 45x45 až 100x75 cm Vystavená díla v abecedním pořadí: "Jezdci z apokalypsy" • "Belveder I a II" • "Benátky" • "Černé postavy" • "Dívka" • "Herakles" • "Hřbitov" • "Kašna" • "Kočka s Andělem" • "Kočka v Paříži" • "Lebky" • "Měsíční krajina" • "Město" • "Milenci" • "Mnich" • "Muž na židli" • "Osuška" • "Postava s andělem" • "Postavy" • "Ptáci pana Hitchcocka" • "Prasklina", • "Puškin" • "Rostlina na poušti" • "Ruce" • "Ruka" • "Růže" • "Schodiště" • "Skály" • "Struktura I a II" • "Sudičky" • "Těžká hodina" • "V noci" • "Vdova" • "Výloha" a "Zahrada s černými stromy". Zatímco pro propagační účely této výstavy byl použit námět obrazu "Výloha", průvodní katalog se stejnojmenným názvem vydalo Občanské sdružení pro podporu a propagaci díla autorova. Rovněž z privátních sbírek i galerií a s příspěvkem od krajského hejtmana. V den vernisáže proběhla tisková konference. Kurátorka: Jana Machová.                                                                        |                                     |                                     | [ 11 ] |
| 2012 | 4.                   | des–ignblok 12 + | 1. října 2012 – 7. října 2012       | 1. října 2012 – 7. října 2012       | [ 11 ] |
| 2012 | 4.                   | V pořadí 5. předaukční výstava předmětů 20. století uvedena v rámci 14. ročníku mezinárodní přehlídky průmyslového, produktového a módního designu Designblok - Prague Design and Fashion Week. Zastoupení umělci v abecedním pořadí: Jaroslav Anýž • Otakar Binar • Jaroslava Brychtová • Otto Eckert • Ursula Fesca • Adolf Loos • Jindřich Halabala • Josef Hoffmann • Pavel Janák • Jaroslav Ježek • Stanislav Libeňský • Věra a Vladimír Machoninovi • Joseph Maria Olbrich • Karel Prager • Otto Prutscher • Ladislav Sutnar • Jan Vaněk • Ladislav Vrátník • Wilhelm Wagenfeld • Otto Wagner a Carl Witzmann. |                                     |                                     | [ 11 ] |
| 2012 | 5.                   | Prodejní výstava středočeských umělců + | 11. října 2012 – 25. listopadu 2012 | 11. října 2012 – 25. listopadu 2012 | [ 11 ] |
| 2012 | 6.                   | Josef Čapek • Zpěv z temného kouta | 12. prosince 2012 – 3. března 2013  | 12. prosince 2012 – 3. března 2013  | [ 11 ] |
| 2013 | 7.                   | Vladimír Staněk • Smalty \| Enamels | 1. ledna 2013 – 30. dubna 2013      | 1. ledna 2013 – 30. dubna 2013      | [ 11 ] |
| 2013 | 8.                   | Vojtěch Horálek • m33 | 13. března 2013 – 26. května 2013   | 13. března 2013 – 26. května 2013   | [ 11 ] |
| 2013 | 8.                   | Ve spolupráci s pražskou Galerií Gema. |                                     |                                     | [ 11 ] |
| 2013 | 9.                   | Stavba roku Středočeského kraje + | 21. května 2013 – 3. června 2013    | 21. května 2013 – 3. června 2013    | [ 37 ] |
| 2013 | Aktuální výstava     | |                                     |                                     |        |
| 2013 | 10.                  | Středočeši v GATE galerii + | 5. června 2013 – 25. srpna 2013     | 5. června 2013 – 25. srpna 2013     | [ 38 ] |
| 2013 | 10.                  | Druhá prodejní výstava 10 středočeských výtvarníků různých generací, a to: Marcela Vichrová, Dagmar Šubrtová a Milan Ressel sci-fi (malba), Jaroslav Urbánek (sochařství vpočítaje), Pavla Aubrechtová a Vladimír Gebauer (koláž a asambláž), Jiří Kačer (frotáž), Jiří Altmann a Pavel Rajdl (dřevořez), Lukáš Bradáček (dekorativní umění). |                                     |                                     | [ 38 ] |
| 2013 | Připravované výstavy | |                                     |                                     |        |
| 2013 | 11.                  | Jiří Sopko • Krajinář? | 11. září 2013 – 17. listopadu 2013  | 11. září 2013 – 17. listopadu 2013  | [ 39 ] |
| 2013 | 12.                  | Zátiší ze sbírek Strahovské obrazárny + | 11. prosince 2013 – 28. února 2014  | 11. prosince 2013 – 28. února 2014  | [ 39 ] |

Vysvětlivky: +označuje kolektivní výstavy.